# Rubén Pérez del Mármol
Rubén Salvador Pérez del Mármol (Écija, 1989. április 26. –) spanyol labdarúgó, a Panathinaikósz középpályása.

## Klubcsapatokban
Pérez az andalúziai Écija városában született. 13 évesen csatlakozott az Atlético Madrid utánpótlásához, 2010. május 15-én mutatkozott be az első csapatban, otthon kaptak ki 3–0-ra a Getafe CF ellen, csereként állt be egy másik fiatal, a megsérülő Borja helyére.
2010. július 25-én, Filipe Luís Colchonerókhoz igazolásának keretében Pérez kölcsönben a spanyol élvonalbeli Deportivo de La Coruñához került két szezonra, a galiciaiak színeiben szeptember 12-én mutatkozott be, 80 percet játszott a Sevilla FC elleni gól nélküli meccsen.
2011 augusztusában, a Depor kiesését követően Pérez visszatért az élvonalba a Getafe CF színeiben, Borja Fernández épp az ellenkező utat járta be. Azonban a madridiaknál a szezon során összesen 9 meccsen játszott.
2012 júniusában a Real Betis vette kölcsön Pérezt egy szezonra. A következő éveket még mindig az Atlético tulajdonában, az Elche CF-nél és az olasz élvonalbeli Torino FC-nél töltötte.

## Sikerei, díjai

### Klub
- Panathinaikósz
  - Görög kupa: 2021–22

### Válogatott
- Spanyolország U21
  - U21-es labdarúgó-Európa-bajnokság: 2011

## Fordítás
Ez a szócikk részben vagy egészben  a   Rubén Pérez del Mármol című angol Wikipédia-szócikk ezen változatának fordításán alapul.  Az eredeti cikk szerkesztőit annak laptörténete sorolja fel. Ez a jelzés csupán a megfogalmazás eredetét és a szerzői jogokat jelzi, nem szolgál a cikkben szereplő információk forrásmegjelöléseként.